# Spodnja Kanomlja
Spodnja Kanomlja – wieś w Słowenii, w gminie Idrija. W 2018 roku liczyła 250 mieszkańców.